# آلینا هوهانیسیان (هنرپیشه)
آلینا هوهانیسیان (ارمنی: Ալինա Սուրենի Հովհաննիսյան؛  ۲۱ نوامبر ۱۹۴۷) یک بازیگر اهل ارمنستان بود. 

## زندگی‌نامه
وی در ۲۱ نوامبر ۱۹۴۷ به دنیا آمد و از دانشگاه دولتی وانادزور فارغ‌التحصیل شد. وی همچنین برندهٔ جوایزی همچون هنرمند افتخاری جمهوری ارمنستان (۲۰۱۱), مدال طلای وزارت فرهنگ جمهوری ارمنستان (۲۰۱۷) شده‌است.